# Semctl
Semctl - operaciones de control de semáforos

## Sintaxis
```
#include
 
<sys/sem.h>

int
 
semctl
(
int
 
semid
,
 
int
 
semnum
,
 
int
 
cmd
,
 
...);

```

## Descripción
La función semctl() provee una variedad de operaciones de control de semáforos especificadas por cmd. El cuarto argumento es opcional y depende de la operación solicitada. Si se requiere, existe un tipo de union semun, las cual el programa de aplicación debe declarar explícitamente:
```
union
 
semun
 
{

            
int
 
val
;

            
struct
 
semid_ds
 
*
buf
;

            
unsigned
 
short
  
*
array
;

}
 
arg
;

```

- Datos: Q6124689